# Savelli (Kalabrien)
Savelli ist eine süditalienische Gemeinde mit 1029 Einwohnern (Stand 31. Dezember 2023) in der Provinz Crotone in Kalabrien.

## Lage und Daten
Das 48,5 km² große Dorf liegt 58 km nordwestlich der Provinzhauptstadt Crotone, am Rande des Gebirges La Sila. Die Bevölkerungsdichte ist mit 31 Menschen pro Quadratkilometer für italienische, aber auch für europäische Verhältnisse sehr niedrig. (zum Vergleich: Kalabrien: 133 Einw./km², Italien: 196 Einw./km², Europa: 65 Einw./km²)
Hoch in den Bergen gelegen (1000 m s.l.m.), ist Savelli, umgeben von großen Nadelwäldern und nur über Serpentinen zu erreichen.
Die nächstgelegenen Gemeinden sind Castelsilano (4,5 km Luftlinie), Verzino (7 km) und San Giovanni in Fiore (9 km).

## Geschichte
Die Geschichte Savellis beginnt im 17. Jahrhundert. Nach einem schlimmen Erdbeben im Jahr 1638, flüchteten viele Familien aus ihren zerstörten Dörfern und fanden Zuflucht in den Bergen, in der bisher unbesiedelten Gegend Scalzaporri in der Region Verzino, die zum Lehnsgut des Fürsten von Cariati gehörte. Aus Dankbarkeit benannten die Menschen ihre neue Heimat nach dessen Frau, Carlotta Savelli.
Im Jahre 1813 ernannte schließlich König Gioacchino Murat Savelli zu einer eigenständigen Gemeinde, gehörig zur Provinz Cosenza. Drei Jahre später, am 1. Mai 1816, beschloss Ferdinand I eine Neuverteilung der Provinzen, so dass Savelli fortan zu Catanzaro gehörte. Diese Zuordnung blieb lange Zeit bestehen, bis am 27. März 1992 die neue Provinz Crotone gegründet wurde, zu der Savelli bis heute gehört.

## Politik
Die Kommunalwahl am 14. April 2008 gewann die demokratische PD mit 75 % der Stimmen und somit wurde Francesco Spina zum aktuellen Bürgermeister von Savelli. Er löst damit Angela Caligiuri nach zwölfjähriger Amtszeit ab.

## Sehenswürdigkeiten
- charakteristische Quellen („La fontana vecchia“, „La fontana nuova“, „La fonte Pitinella“ und „La fonte Pedagese“)
- Kirchen: „La chiesa patronale dei SS. Pietro e Paolo“ und „Santa Maria delle Grazie“